# تحت أكسيد

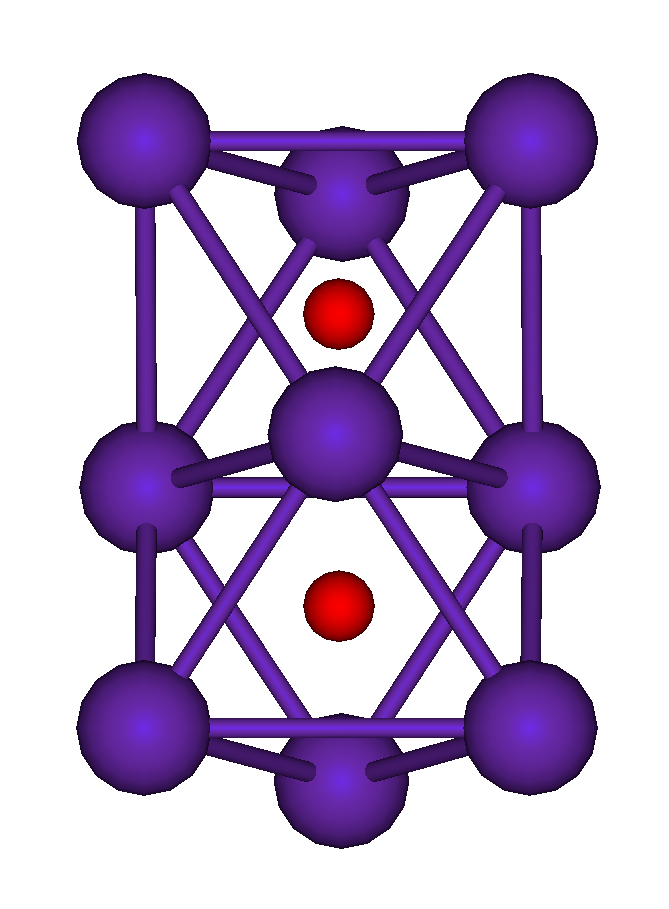

تحت الأكسيد عبارة عن صنف من الأكاسيد التي يكون في تركيبها الكيميائي عدم توازن في نسب العناصر الكيميائية، بحيث أن هناك نقص في العنصر الحامل للصفة الكهرسلبية، وهو الأكسجين، مقارنة مع الأكاسيد العادية.

## أمثلة
على سبيل المثال، فإن عنصر السيزيوم يقوم بتشكيل الأكسيد الطبيعي على الشكل Cs2O، حيث يحمل السيزيوم +Cs عدد الأكسدة +1، مقابل -2 للأكسجين في الأكسيد 2−O. بالمقابل، فإن السيزيوم له القدرة على تشكيل مركب تحت أكسيد باتحاده مع الأكسجين على الصيغة Cs11O3، حيث تكون الشحنة على السيزيوم أقل من +1.
يمكن للفلزات أن تشكل مركبات تحت أكاسيد، وتوصف حينها أنها أكاسيد غنية بالفلزات، مثل مركب تحت أكسيد لعنصر الروبيديوم Rb9O2، كما يمكن ذلك لأشباه الفلزات مثل السيليكون (SiOx (x < 2
من الأمثلة الأخرى على مركبات تحت الأكسيد:
- تحت أكسيد الكربون C3O2
- تحت أكسيد البورون B6O

## اقرأ أيضاً
- أكسيد
- فوق أكسيد